# Juvenichiton saccharinus
Juvenichiton saccharinus is een keverslakkensoort uit de familie van de Lepidochitonidae. De wetenschappelijke naam van de soort is voor het eerst geldig gepubliceerd in 1878 door Dall.